# 6秒間的軌跡~花火師望月星太郎第二次的憂鬱
《6秒間的軌跡~花火師望月星太郎第二次的憂鬱》是朝日電視台於2024年4月13日至6月8日播出的週六晚間連續劇，是2023年電視劇《6秒間的軌跡~煙花師望月星太郎的憂鬱》的續作，由高橋一生主演。

## 登場人物

### 主要人物
- 望月星太郎〈43〉：高橋一生
- 望月航〈享年80〉：橋爪功
- 水森光〈30〉：本田翼
- 野口富美香（野口ふみか）〈27〉：宮本茉由[1]

### 周邊人物
- 田中勇人〈43〉：小久保壽人
- 理代子：原田美枝子

## 製作團隊
- 編劇：橋部敦子
- 音樂製作：S.E.N.S. Company
- 配樂：森英治
- 主題曲：決明子（avex trax）
- 導演：藤田明二（朝日電視台）、竹園元（朝日電視台）、松尾崇（KADOKAWA）
- 執行製片人：內山聖子（朝日電視台）
- 製作人：中込卓也（朝日電視台）、後藤達哉（朝日電視台）、山形亮介（KADOKAWA）、新井宏美（KADOKAWA）
- 制作協力：KADOKAWA
- 制作著作：朝日電視台

## 播出日程
- 第1話加長30分鐘（23:00 - 24:00）。
- 第4話延後30分鐘播出（翌0:00 - 0:30）。

| 集數   | 播出日期 | 導演     |
| ------ | -------- | -------- |
| 第1話  | 4月13日  | 藤田明二 |
| 第2話  | 4月20日  | 竹園元   |
| 第3話  | 4月27日  | 竹園元   |
| 第4話  | 5月05日  | 藤田明二 |
| 第5話  | 5月11日  | 藤田明二 |
| 第6話  | 5月18日  | 松尾崇   |
| 第7話  | 5月25日  | 松尾崇   |
| 第8話  | 6月01日  | 藤田明二 |
| 最終話 | 6月08日  | 藤田明二 |

## 外部連結
- 官方网站
  - 電視劇的X（前Twitter）
  - 電視劇的TikTok

| 日本 朝日電視台 週六晚間連續劇          | 日本 朝日電視台 週六晚間連續劇                                      | 日本 朝日電視台 週六晚間連續劇 |
| --------------------------------------- | ------------------------------------------------------------------- | ------------------------------ |
|                                         | 6秒間的軌跡~ 花火師望月星太郎第二次的憂鬱 （2024年4月13日－6月8日） |                                |
| 不離婚的男人 （2024年1月20日－3月16日） | 以泥為妝 （2024年7月13日－9月21日）                                 |                                |